# Garany
Garany (szlovákul: Hraň) község Szlovákiában, a Kassai kerület Tőketerebesi járásában.

## Fekvése
Tőketerebestől 10 km-re délkeletre, az Ondava mellett fekszik.

## Története
1360-ban „Garan” néven említik először. A Losonczy család és más nemesek birtoka volt, majd 1686-ban a tőketerebesi pálosoké. 1715-ben 8 ház nélküli jobbágytelke és 8 háztartása létezett. 1753-ban a Forgách családé, a 18. századtól az Almássy családé volt. 1787-ben 55 házában 499 lakos élt.
A 18. század végén Vályi András így ír róla: „GARANY. Tót falu Zemplén Vármegyében, földes Ura Almásy Uraság, lakosai külömbfélék, fekszik Kis Bodrog vize mellett Terebeshez fél mértföldnyire, Ujlakhoz is közel, és az Uraságnak szép Kastéllyával ékesíttetik. Térséges határja, három nyomásbéli, gabonát, és árpát terem, erdője van, szőleje nints, szénával bővelkedik, piatzozása Kassán, és Újhelyben.”
1828-ban 119 háza és 887 lakosa volt. Lakói mezőgazdasággal, gyümölcs- és szőlőtermesztéssel, halászattal foglalkoztak. 1831-ben lakói részt vettek a parasztfelkelésben.
Fényes Elek 1851-ben kiadott geográfiai szótárában így ír a faluról: „Garany, magyar falu, Zemplén vmegyében, Zemplénhez éjszakra 2 mfldnyire: 428 romai, 87 görög kath., 328 ref., 8 zsidó lak. Ref. anya, kath. fil. szentegyh. Szép várkastély, mellyet 1530-ban Losonczy épitett. Szántóföldje 489 hold, s első osztálybeli; rétje sok; erdeje, szőleje, malma van. F. u. Almásy, Okolicsányi. Ut. post. Velejte.”
1880 és 1890 között lakói közül sokan kivándoroltak. Borovszky Samu monográfiasorozatának Zemplén vármegyét tárgyaló része szerint: „Garany, ondvamenti magyar kisközség, 236 házzal és 1135, túlnyomó számban róm. kath. vallású lakossal. Postája Bodzásújlak, távírója Velejte és vasúti állomása Upor. Első okleveles említését 1390-ben találjuk, a mikor a Losoncziak a Rakamaziaknak zálogosítják el. 1450-ben még a Rakamaziak kezében van, de 1471-ben a Zeöld Bálint zálogos birtoka. 1477-ben Rozgonyi Rajnoldot és a Bezdédyeket uralja. 1530-ban a Losoncziakat találjuk itt, a kik a falu mellett, emelkedett helyen, várkastélyt is építtettek. 1582-ben Forgách Zsigmondé, 1686-ban a terebesi pálosoké, mígnem 1753-ban Forgách Ádámot iktatják a vár és a helység birtokába. Azután az Almásyak lesznek az urai és most a gróf Almásy György hitbizományához tartozik. A pestisjárvány 1663-ban ezt a községet sem kerülte el, sőt az 1831-iki kolera sem. Lakosai szintén részt vettek az e járvány miatt keletkezett lázadásban. 1871-ben nagy tűz pusztította, 1889-ben meg az árvíz okozott lakosainak tetemes kárt. A falubeli két templom közül a római katholikus 1756-ban, az ev. református pedig 1842-ben épült. A ref. egyház, még a terebesi pálosok idejéből származó, értékes aranyozott ezüstkelyhet őriz.”
1920-ig Zemplén vármegye Sátoraljaújhelyi járásához tartozott. A háborút követően lakói főként mezőgazdaságból éltek. 1938 és 1944 között újra Magyarországhoz tartozott.

## Népessége
| Év:            | 1994. | 2004.   | 2014.   | 2024.   |
| -------------- | ----- | ------- | ------- | ------- |
| Emberek száma: | 1436  | 1566    | 1617    | 1528    |
| Eltérés:       |       | +9,05 % | +3,25 % | -5,50 % |

| Év:            | 2023. | 2024.   |
| -------------- | ----- | ------- |
| Emberek száma: | 1551  | 1528    |
| Eltérés:       |       | -1,48 % |

1880-ban 990 lakosából 445 magyar és 511 szlovák anyanyelvű volt.
1890-ben 934 lakosából 555 magyar és 353 szlovák anyanyelvű volt.
1900-ban 1137 lakosából 553 magyar és 563 szlovák anyanyelvű volt.
1910-ben 1247 lakosából 1130 magyar és 116 szlovák anyanyelvű volt.
1921-ben 1221 lakosából 367 magyar és 821 csehszlovák volt.
1930-ban 1298 lakosából 331 magyar, 27 zsidó, 854 csehszlovák, 1 egyéb nemzetiségű és 85 állampolgárság nélküli volt. Ebből 559 római katolikus, 392 református, 307 görög katolikus, 27 izraelita, 3 evangélikus és 10 egyéb vallású volt.
1941-ben 2036 lakosából 1479 magyar és 201 szlovák volt.
1970-ben 1845 lakosából 24 magyar és 1816 szlovák volt.
1980-ban 1698 lakosából 15 magyar és 1674 szlovák volt.
1991-ben 1504 lakosából 16 magyar és 1459 szlovák volt.
2001-ben 1567 lakosából 1480 szlovák, 38 cigány, 21 magyar volt.
2011-ben 1606 lakosából 1404 szlovák és 15 magyar volt. Ebből 903 római katolikus, 258 református, 152 görög katolikus, 34 jehovista, 21 pravoszláv, 13 evangélikus, 179 ismeretlen vallású és 36 nem volt vallásos.
2021-ben 1586 lakosából 1443 szlovák, 16 cigány, 12 magyar (0,76%), 3 cseh, 2 ukrán, 2 ír, 1 lengyel, 1 román, 2 egyéb, 104 ismeretlen nemzetiségű volt.

## Neves személyek
- Itt született Gyárfás József (1875-1965) kísérletügyi főigazgató, a mezőgazdaság kiemelkedő tudósa.
- Itt hunyt el Szüsz Hugó (1893-1944) magyar nemzetközi labdarúgó-játékvezető.
- Itt szolgált Mészáros György (1755-1817) egri apát-kanonok.
- Itt raboskodott Garai János (1913-1945) magyar költő, író, újságíró.
- Itt raboskodott Kolbert János (1912-1986) gazdálkodó, a Demokrata Néppárt országgyűlési képviselője.

## Nevezetességei
- 1596 előtt épült Losonczy-kastélya, mely 1682-ben romos, de 1717 előtt ismét helyreállították, majd klasszicista stílusban átépítették; ma is áll.
- A Szent Kereszt felmagasztalása tiszteletére szentelt, római katolikus temploma 1842-ben épült klasszicista stílusban.
- Az 1903-ban épített Almássy-kastélyban gyermekpszichiátriai intézet működik.